# Robin Leamy (Bischof)
Robin Walsh Leamy SM, auch Bob Leamy, (* 27. Juli 1934 in Wellington, Neuseeland; † 1. Januar 2022 in Auckland, Neuseeland) war ein neuseeländischer Ordensgeistlicher und römisch-katholischer Bischof von Rarotonga.

## Leben
Robin Walsh Leamy trat der Ordensgemeinschaft der Maristenpatres bei und empfing am 21. Juli 1958 die Priesterweihe. Er war langjährig als Priester, Seelsorger und Missionar in Ozeanien engagiert, vor allem in Samoa, Fidschi und den Cookinseln.
Papst Johannes Paul II. ernannte ihn am 9. Januar 1984 zum Bischof von Rarotonga mit Sitz in Avarua auf den Cookinseln im Südpazifik. Die Bischofsweihe spendete ihm sein Amtsvorgänger und Bischof von Auckland, Denis Browne, am 7. April desselben Jahres; Mitkonsekratoren waren John Hubert Macey Rodgers SM, Weihbischof in Auckland, und Petero Mataca, Erzbischof von Suva.
Am 8. November 1996 nahm Papst Johannes Paul II. seinen Verzicht auf das Bistum Rarotonga an. Er war anschließend als Weihbischof in Auckland tätig, wo er auch Generalvikar war.
Nachdem er 2009 seine amtlichen Verpflichtungen abgegeben hatte, veröffentlichte Leamy im Jahr 2011 seine Autobiografie „Truly Blessed – My Story“, die neben seinem persönlichen Werdegang auch die Entwicklung der katholischen Kirche in Ozeanien beschreibt.